# 中国文化中心

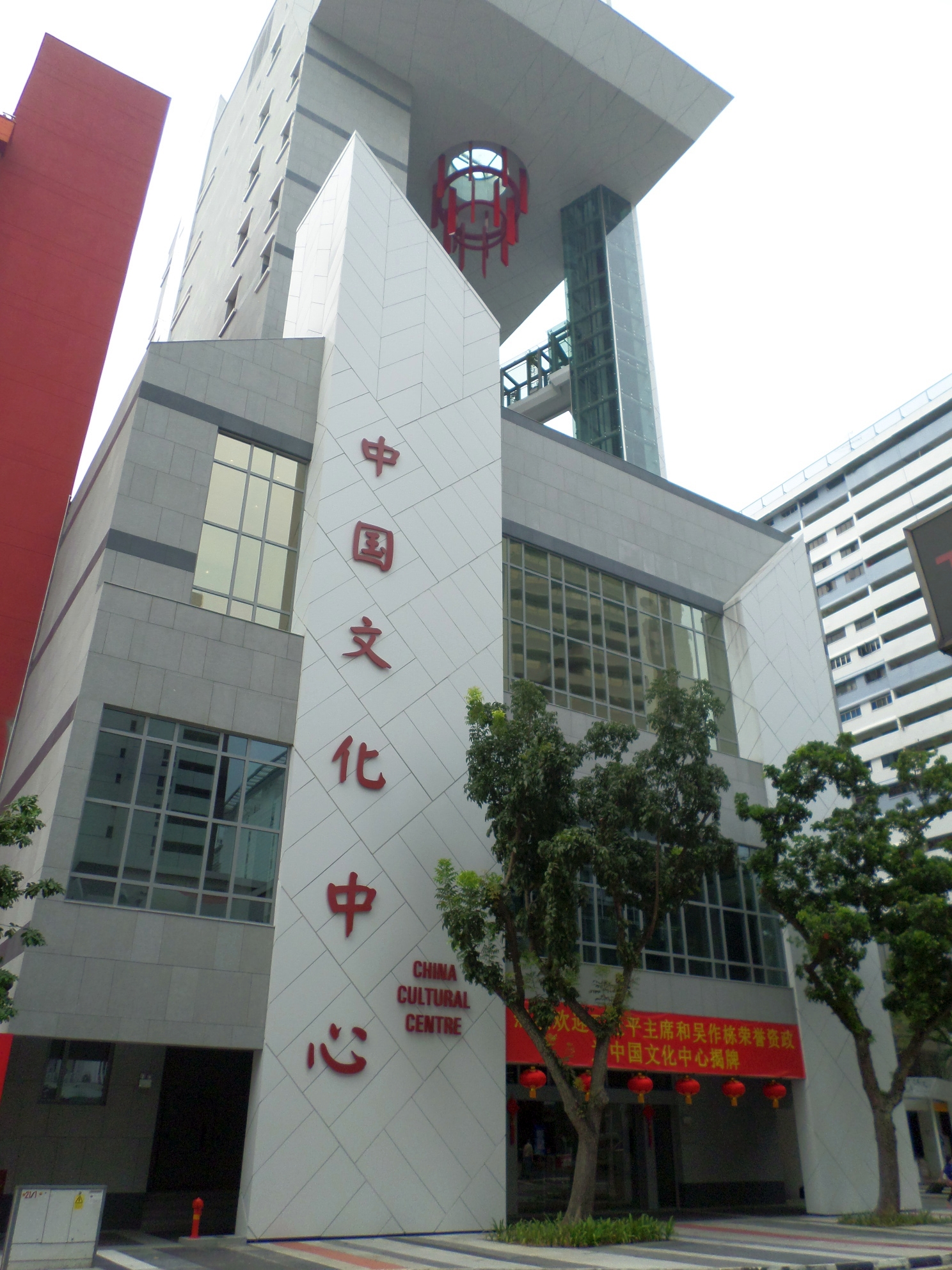
在新加坡开设的中国文化中心

中国文化中心，又称海外中国文化中心、中国驻外文化中心，是中华人民共和国在其他国家建立的文化推广组织，由中华人民共和国文化和旅游部国际交流与合作局指导、管理，主要职能包括国情宣介、思想交流、文化展示、教学培训、信息服务等，通过策划一系列的文化项目向驻在国民众展示中华文化，塑造中国国家形象。

## 列表
| 序号  | 开设时间       | 名称                   | 驻在国   | 具体地址                                         | 其他说明 | 官网                  | 来源                 |
| ----- | -------------- | ---------------------- | -------- | ------------------------------------------------ | --- | --------------------- | -------------------- |
| 1     | 1988年7月11日  | 毛里求斯中国文化中心   | 模里西斯 | 路易港市                                         | 中国在海外设立的第一个文化中心，新馆是2008年3月落成的一片仿古的中式建筑群，为原址拆除旧馆后重建，内设有办公室、会客室、多功能厅、图书阅览室、展览厅、舞蹈练功房、汉语教室、录相室和灯光球场等 |                       | [ 3 ] [ 4 ]          |
| 2     | 1988年9月27日  | 贝宁中国文化中心       |          | 科托努市让·保罗二世大道                          | 设有多媒体图书馆、小型电影放映厅、多功能厅、语言教室、烹饪教室、武术训练场、露天剧场等 |                       | [ 5 ]                |
| 3     | 2002年10月29日 | 开罗中国文化中心       | 埃及     | 吉薩省吉萨区                                     | 占地约2000平方米，主体建筑为地下一层、地上五层，共2400平方米，包括多功能厅、展厅、教室、语音实验室、图书馆、办公室、会客厅、对外餐厅和客房等多个部分                                          |                       | [ 6 ]                |
| 4     | 2002年11月29日 | 巴黎中国文化中心       | 法國     | 巴黎第七区莫布尔大道1号                          | 在西方国家中设立的第一个文化中心，由老楼、新楼两栋建筑及楼间庭院组成。老楼设有600平方米展览厅及行政办公场地；新楼设有展厅、画廊、图书馆、书库、语言教室及多媒体功能厅                         | www.ccc-paris.org     | [ 7 ] [ 8 ]          |
| 5     | 2003年9月19日  | 马耳他中国文化中心     | 馬爾他   | 瓦莱塔                                           | 为一座有着百年历史的六层小楼，内设图书馆、电子阅览室、语言教室、视听教室、舞蹈训练室、多功能厅以及展厅                                                                                        |                       | [ 9 ]                |
| 6     | 2004年12月28日 | 首尔中国文化中心       |          | 首爾特別市鐘路區社稷路8街23-1                    | 在亚洲开设的第一家中国文化中心。占地面积590平方米，建筑面积1760平方米，地上6层，地下1层。主要设施有展厅、图书馆、汉语教室、书法教室、语音教室、厨艺教室、多功能厅、办公室和茶趣苑等。         | www.cccseoul.org      | [ 10 ]               |
| 7     | 2008年5月26日  | 柏林中国文化中心       | 德国     | 柏林                                             | 毗邻柏林的政治、外交、文化等机构 |                       | [ 11 ]               |
| 8     | 2009年12月14日 | 东京中国文化中心       | 日本     | 东京都                                           | 建筑面积585平方米 |                       | [ 12 ]               |
| 9     | 2010年6月2日   | 乌兰巴托中国文化中心   | 蒙古国   | 乌兰巴托市苏赫巴托广场香格里拉大厦7层            | 在与中国接壤的国家设立的第一家。面积近800平方米，分为前厅、多功能厅、教学与培训区、图书阅览与信息服务区和办公区五个功能区                                                                     |                       | [ 13 ]               |
| 10    | 2012年11月21日 | 曼谷中国文化中心       | 泰國     | 曼谷辉广区天龙密路18号                           | 在东南亚地区设立的第一家。占地8222平方米，建筑面积约7900平方米，设有展厅、剧场、教室、图书馆、餐厅等                                                                                          |                       | [ 14 ]               |
| 11    | 2012年12月5日  | 莫斯科中国文化中心     | 俄羅斯   | 莫斯科市真理报街甲1号                            | 总面积3026平米，设有礼仪大厅、展览厅、多功能厅、图书馆、教室、数字影院等 |                       | [ 15 ]               |
| 12    | 2013年6月4日   | 墨西哥中国文化中心     | 墨西哥   | 墨西哥城Monte Stanovoi大街205号                  | 总面积约4000平方米，内设展厅、多功能厅、教室、图书馆、阅览室等设施 | www.ccchinamexico.org | [ 16 ] [ 17 ] [ 18 ] |
| 13    | 2013年11月     | 尼日利亚中国文化中心   | 奈及利亞 | 阿布贾                                           | 内设多功能厅、文化体验空间、画廊、教室及多媒体图书馆等设施 |                       | [ 19 ] [ 20 ]        |
| 14    | 2013年12月9日  | 马德里中国文化中心     | 西班牙   | 马德里市萨拉曼卡区Calle General Pardiñas大街73号 | 占地面积1306平方米，建筑面积2400多平米，由前后两栋大楼及楼间庭院组成，内部设有包括展厅、画廊、图书馆、语言教室、舞蹈教师、多功能厅、中国茶馆等各类文化设施                                    | www.ccchinamadrid.org | [ 21 ] [ 22 ] [ 23 ] |
| 15    | 2014年6月11日  | 哥本哈根中国文化中心   | 丹麦     | 哥本哈根                                         | |                       | [ 24 ]               |
| 16    | 2014年9月16日  | 斯里兰卡中国文化中心   | 斯里蘭卡 | 科伦坡班达拉奈克国际会议大厦内                   | 挂牌处所在的班达拉奈克国际会议大厦由中国无偿援建。办公场地位于科伦坡独立大道，2017年8月8日启动使用，内设展厅、多功能厅、图书室、舞蹈教室和语言培训室等                                        |                       | [ 25 ] [ 26 ]        |
| 17    | 2014年11月3日  | 老挝中国文化中心       |          | 万象市亚欧峰会别墅区52号                         | 建筑面积660平方米，拥有一个多功能厅和一个图书室 |                       | [ 27 ]               |
| 18    | 2014年11月17日 | 悉尼中国文化中心       |          | 悉尼                                             | |                       | [ 28 ]               |
| 19    | 2015年         | 尼泊尔中国文化中心     | 尼泊尔   | 加德满都                                         | 内设展厅、教室、多功能厅、图书馆等功能分区 |                       | [ 29 ] [ 30 ]        |
| 20    | 2015年4月20日  | 巴基斯坦中国文化中心   | 巴基斯坦 | 伊斯兰堡                                         | 以租用的巴基斯坦国家艺术委员会综合楼顶楼的两个画廊及一楼咖啡厅为主要活动场地 |                       | [ 31 ] [ 32 ]        |
| 21    | 2015年9月17日  | 布鲁塞尔中国文化中心   | 比利时   | 布鲁塞尔                                         | |                       | [ 33 ]               |
| 22    | 2015年11月7日  | 新加坡中国文化中心     | 新加坡   | 新加坡奎因街217号                                | 中心位于新加坡文化区，毗邻南洋艺术学院、国家图书馆、新加坡美术馆等众多文化机构。中心设有展厅、剧场、图书馆、教室等场所设施                                                                    | www.cccsingapore.org  | [ 34 ] [ 35 ]        |
| 23    | 2015年12月1日  | 坦桑尼亚中国文化中心   | 坦桑尼亚 | 达累斯萨拉姆市                                   | |                       | [ 36 ]               |
| 24    | 2015年12月11日 | 惠灵顿中国文化中心     | 新西兰   | 惠灵顿                                           | 原称“新西兰中国文化中心” |                       | [ 37 ]               |
| 25    | 2015年12月15日 | 斐济中国文化中心       | 斐济     | 苏瓦                                             | |                       | [ 38 ]               |
| 26    | 2016年9月1日   | 斯德哥尔摩中国文化中心 | 瑞典     | 斯德哥尔摩国王花园附近一幢王室建筑的四楼         | 面积约为328平方米 |                       | [ 39 ] [ 40 ]        |
| 27    | 2016年10月3日  | 雅典中国文化中心       | 希腊     | 雅典                                             | |                       | [ 41 ]               |
| 28    | 2016年10月13日 | 金边中国文化中心       | 柬埔寨   | 金边                                             | 前身是2014年成立的“金边中国文化之家”，总面积5000平方米，设有全日制华文学校、教室、展厅、露天剧场、图书阅览室、电子阅览室、舞蹈训练室、武术训练室、茶文化体验中心等设施                        |                       | [ 42 ] [ 43 ]        |
| 29    | 2016年11月24日 | 海牙中国文化中心       | 荷蘭     | 南荷兰省海牙                                     | |                       | [ 44 ]               |
| 30    | 2016年12月21日 | 明斯克中国文化中心     | 白俄羅斯 | 明斯克                                           | |                       | [ 45 ] [ 46 ]        |
| [ b ] | 2017年11月12日 | 河内中国文化中心       | 越南     | 河内市黎光道街188号越中友谊宫B区二层             | 越中友谊宫是中国对越南援助工程，总建筑面积约1.38万平方米 |                       | [ 48 ] [ 49 ]        |
| 33    | 2017年11月19日 | 仰光中国文化中心       | 緬甸     | 仰光市阿隆区                                     | 使用面积约1342平方米，设有展厅、多功能厅、图书馆、培训教室等功能空间 |                       | [ 47 ]               |
| 34    | 2017年11月23日 | 索非亚中国文化中心     | 保加利亚 | 索非亚                                           | 总面积近4000平方米，内设展厅、图书馆、多功能剧场和书画、音乐、舞蹈及厨艺培训教室等 | www.cccsofia.org      | [ 50 ] [ 51 ]        |
| 35    | 2017年11月26日 | 特拉维夫中国文化中心   | 以色列   | 特拉维夫市Habarzel街30号                         | 总面积约1000平方米，建有多功能厅、培训教室、图书馆和影音视听区等设施 |                       | [ 52 ] [ 53 ]        |
| 36    | 2018年12月27日 | 拉巴特中国文化中心     | 摩洛哥   | 拉巴特                                           | 建筑面积达2500平方米，内设展览厅、多功能厅、培训教室和图书馆等设施 |                       | [ 54 ]               |
| 37    | 2020年1月19日  | 吉隆坡中国文化中心     | 马来西亚 | 吉隆坡                                           | 自2019年9月开始试运营 |                       | [ 55 ] [ 56 ] [ 57 ] |
| 38    |                | 布加勒斯特中国文化中心 | 羅馬尼亞 | 布加勒斯特市巴氏街                               | 中心大楼于2017年7月19日购得，主体建筑为地上7层和地下1层，建筑总面积为3445平方米 |                       | [ 58 ] [ 59 ]        |
|       |                | 贝尔格莱德中国文化中心 | 塞爾維亞 | 贝尔格莱德新贝尔格莱德孔子大街1号                | 座落在1999年5月7日被北约炸毁的中国驻南联盟大使馆的旧址之上，2016年6月17日奠基 |                       | [ 60 ] [ 61 ]        |

## 其他
2013年11月25日，中華人民共和国文化部部长蔡武在应邀访问印尼并出席世界文化发展论坛期间，与印尼教育文化部部长努赫共同签署《中华人民共和国文化部和印度尼西亚共和国教育文化部就互设文化中心开展合作的联合公报》。2014年6月17日，文化部副部长丁伟和爱尔兰艺术部部长迪尼汉在爱尔兰总理府签署了在爱尔兰设立中国文化中心的谅解备忘录。2016年1月，与拉脱维亚签署在里加设立中国文化中心的谅解备忘录。2016年3月，文化部与苏州市签署《中华人民共和国文化部与苏州市人民政府关于在匈牙利合作共建布达佩斯中国文化中心的协议》。2016年6月17日，驻塞内加尔大使张迅与塞内加尔外交和海外侨民部部长曼科尔·恩迪亚耶分别代表两国政府在塞外交部共同签署了《中华人民共和国政府和塞内加尔共和国政府关于在塞内加尔设立中国文化中心的协定》。2018年1月8日，驻约旦大使潘伟芳和约旦文化大臣纳比·舒古姆在约旦首都安曼共同签署了《中华人民共和国政府和约旦哈希姆王国政府关于在约旦设立中国文化中心的协定》。
此外，中華人民共和国还与摩洛哥、埃塞俄比亚、巴林、秘鲁、葡萄牙、智利等国签署了设立文化中心政府间文件。

## 备注
1. ↑  有资料称哥本哈根中国文化中心为第16家[24]
2. ↑  明斯克中国文化中心是第30家[46]，仰光中国文化中心为第33家[47]均有资料明确指出，而两者之间开放的暂时仅找到河内中国文化中心1家